# Belvisia henryi
Belvisia henryi là một loài thực vật có mạch trong họ Polypodiaceae. Loài này được (Hieron. ex C. Chr.) Raymond miêu tả khoa học đầu tiên năm 1962.